# Henryk Karoń
Henryk Karoń (ur. 28 sierpnia 1927 w Tomaszowie Mazowieckim, zm. 17 stycznia 2020) – polski lekarz, chirurg, profesor doktor habilitowany.

## Życiorys
Od 1948 do 1951 pracował w Zakładzie Histologii i Embriologii Prawidłowej Akademii Medycznej w Poznaniu. W 1952 uzyskał dyplom lekarza medycyny na Wydziale Lekarskim tej samej uczelni. Od 1951 do 1953 był pracownikiem jej I Kliniki Chirurgicznej. We wrześniu 1953 został zastępcą ordynatora Oddziału Chirurgicznego Szpitala im. Franciszka Raszei w Poznaniu. W trakcie walk ulicznych Poznańskiego Czerwca niósł pomoc rannym mieszkańcom miasta. W 1963 doktoryzował się na podstawie pracy Badanie gospodarki żelaza w surowicy krwi po częściowym wycięciu żołądka, a w 1974 habilitował się na podstawie pracy o regeneracji wątroby po jej częściowym wycięciu. W 1974 został ordynatorem Oddziału Chirurgicznego Szpitala im. Józefa Strusia w Poznaniu. W 1991 zorganizował tam Klinikę Chirurgii Ogólnej i Pomocy Doraźnej Akademii Wychowania Fizycznego w Poznaniu. 17 kwietnia 1990 uzyskał tytuł profesora. Opublikował 55 prac naukowych i wypromował trzech doktorów.
Został pochowany 23 stycznia 2020 na cmentarzu Miłostowo.

## Odznaczenia
- Złotym Krzyżem Zasługi[2]
- Krzyż Oficerski Orderu Odrodzenia Polski (2006)[5]